# Imperator
Den oprindelige betydning af titlen imperator var i grove træk ensbetydende med kommandør under den romerske republik. Senere blev det en del af titulaturen for de romerske kejsere som deres praenomen. De romerske kejsere baserede generelt deres autoritet på flere titler og positioner – frem for blot én enkelt titel. Ikke desto mindre blev imperator relativt konsekvent brugt som en del af en romersk kejsers titel gennem Principatet og Dominatet. Ordet selv stammer fra stammen af det latinske verbet imperare, hvilket betyder 'at beordre' eller 'at kommandere'.
Under det romerske kongerige skulle kongen have den fulde autoritet og magt for at regere. Så efter comitia curiata havde valgt en kongen, skulle han også have tildelt imperium.
I henhold til litteratur og epigrafi fra den romerske republik var en imperator en embedsmand med imperium. Men en imperator var ligeledes (hovedsageligt i den sene romerske republik) en æresfuld titel, som visse militære kommandører modtog. Efter en særlig stor sejr ville en hærs tropper på slagmarken udråbe deres kommandør som imperator, hvilket var nødvendig hyldest at modtage for en general, inden han kunne ansøge Senatet om en triumf. Efter at være blevet hyldet som imperator havde den sejrrige general ret til at bruge titlen efter sit navn, indtil tidspunktet for hans triumf, hvor han ville opgive titlen såvel som sit imperium.
Da målet for mange politisk ambitiøse romerske generaler var at modtage en triumf, er den romerske republikanske historie fuld af tilfælde, hvor legioner blev bestukket for at udråbe deres øverstbefalende som imperator. Titlen som imperator blev først givet til Aemilius Paulus i 189 f.Kr. for hans felttog mod lusitanerne fra 191-189 f.Kr., derefter til Lucius Cornelius Sulla i 95 f.Kr. som guvernør eller prokonsul i den kiliciske provins, hvor han sikrede, at Ariobarzanes I tilbagetog den Kappadokien trone. Derefter i 90 f.Kr. til Lucius Julius Cæsar, i 84 f.Kr. til Gnaeus Pompejus Magnus, i 60 f.Kr. til Gaius Julius Cæsar, som var en slægtning til den tidligere nævnte Lucius Julius Cæsar. Gaius Julius Cæsar blev igen udråbt imperator i 50'ere (i Gallien), og igen i 45 f.Kr. Decimus Junius Brutus blev udråbt imperator i 43 f.Kr., mens Lucius Antonius (yngre bror og allieret til den mere berømte Marcus Antonius) blev udråbt imperator i 41 f.Kr. I 15 e.Kr. blev Germanicus også udråbt imperator under sin adoptivfader Tiberius' imperium.

## Afledte ord
Imperator er rod til de fleste romanske sprogs ord for kejser. Dansk er dog ikke ét romanske sprog, men i stedet et germansk sprog, og det dansk ord for kejser er derfor afledt af Cæsar. På fransk er ordet for kejser dog "empereur", som kommer fra det latinske imperator. Det engelske ord "emperor" er kommet ind i sproget via det franske "empereur".